# Міф про вагінальний оргазм
«Міф про вагінальний оргазм» (англ. The Myth of the Vaginal Orgasm) — феміністичне есе про жіночу сексуальність, написане американською радикальною феміністкою Енн Коедт у 1968 році та опубліковане в 1970 році.
Вперше з'явилося у вигляді плану з чотирьох абзаців у журналі «Нотатки з другого року», виданому New York Radical Women, і частково базувалося на висновках із роботи Мастерса та Джонсон «Сексуальна реакція людини» 1966 року. Потім есе було розповсюджено як брошуру в повному вигляді, включаючи розділи про докази про визначальну роль клітора як органа оргазму, жіночу анатомію та причини підтримки міфу про вагінальну природу жіночих оргазмів.
Коедт написала цю феміністичну відповідь під час сексуальної революції 1960-х. Метою роботи було подолання «міфу про вагінальний оргазм», підвищення обізнаності та навчання жінок і чоловіків щодо жіночого сексуального задоволення, а також протистояння попереднім хибним концепціям жіночого оргазму, що концентрувалися на вагіні, ігноруючи безпосередній орган жіночого оргазму — клітор.
Коедт розмірковує у статті: «Саме почуття Фрейда щодо другорядності та неповноцінності стосунків жінок із чоловіками лягли в основу його теорій про жіночу сексуальність. Одного разу встановивши закон про природу нашої сексуальності, Фрейд не так вже й дивним чином виявив величезну проблему фригідності у жінок. Його рекомендованим ліками для фригідної жінки була психіатрична допомога. Вона страждала від того, що не змогла психічно адаптуватися до своєї „природної“ ролі жінки».
Коедт руйнує суспільні бар'єри щодо того, що вважається прийнятним для обговорення, і її стаття відіграла важливу роль у феміністичній сексуальній революції. Есей спирається на сексологічні дослідження Альфреда Кінсі, серед інших, про людську сексуальність, щоб підтвердити свої постулати.